# Oghuz (ciudad)
Oghuz (en azerí: Oğuz) es una localidad de Azerbaiyán, capital del raión homónimo.
Se encuentra a una altitud de 630 m sobre el nivel del mar. 

## Demografía
Según estimación 2010 contaba con 7002 habitantes.